# Município de Washington (condado de Muskingum, Ohio)
O município de Washington (em inglês: Washington Township) é um município localizado no condado de Muskingum no estado estadounidense de Ohio. No ano de 2010 tinha uma população de 4.288 habitantes e uma densidade populacional de 59,73 pessoas por km².

## Geografia
O município de Washington encontra-se localizado nas coordenadas 39° 59′ 40″ N, 81° 56′ 51″ O. Segundo o Departamento do Censo dos Estados Unidos, o município tem uma superfície total de 71.79 km², da qual 70,64 km² correspondem a terra firme e (1,6 %) 1,15 km² é água.

## Demografia
Segundo o censo de 2010, tinha 4.288 habitantes residindo no município de Washington. A densidade populacional era de 59,73 hab./km². Dos 4.288 habitantes, o município de Washington estava composto pelo 92,96 % brancos, o 3,68 % eram afroamericanos, o 0,09 % eram amerindios, o 0,33 % eram asiáticos, o 0,16 % eram de outras raças e o 2,78 % eram de uma mistura de raças. Do total da população o 0,56 % eram hispanos ou latinos de qualquer raça.